# قبائل في الصومال
القبائل الصومالية (بالصومالية: Qabaa'ilka Soomaalida) هي المجموعات العرقية الصومالية المرتبطة بالقرابة الأبوية. تربط التقاليد بين أصل السكان الصوماليين من خلال اللغة وأسلوب الحياة والمنظمات المجتمعية والعادات والشعور بالانتماء إلى عائلة أوسع بين الأفراد من شبه الجزيرة العربية.
الشعب الصومالي هو مجموعة عرقية مسلمة موطنها الأصلي هو منطقة القرن الأفريقي. تنحدر من أصول كوشيّة في الغالب، وينقسمون إلى مجموعات عشائرية تشكل وحدات قرابة مهمة تلعب دوراً مركزياً في الثقافة والسياسة الصومالية، وتنقسم إلى قبائل وعشائر، وأفخاذ، وأُسر. وتُعتبر العشيرة أعلى مستوى من القرابة. وللعشيرة عادة مناطق سيطرة ويحكمها عادة سلطان هو شيخ العشيرة، وتنحدر السلالات الأساسية (العشائر) بشكل مباشر من القبائل الكبرى، وهي كيانات سياسية قائمة بذاتها ليس لها زعيم معين رسميًا. وإليها يشار الأفراد عادة بأنهم ينتمون إليه، حيث يُقدر عدد الأجيال داخل العشيرة بما بين ستة إلى عشرة أجيال.
ينقسم الشعب الصومالي بشكل رئيسي إلى خمس قبائل كبرى، وهي: هوية، ودارود، رحنوين، ودِر، وإسحاق. وبالعادة ينتسب الصومالي وصولا إلى الجد الأكبر. وتتمتع العشائر الصومالية في العصر الحديث ببنية رسمية راسخة في النظام السياسي للبلاد، وهو ما حظي بالاعتراف عند الاتفاق على نظام سياسي شامل فاتُفق على نظام محاصصة قبلية لتوزيع المقاعد بشكل عادل بين العشائر في البرلمان الفيدرالي الصومالي.
يعود أصل العشائر الصومالية إلى عدد من رجال الدين الذين قدموا إلى إفريقيا بعد ظهور الإسلام، لنشر الدين في شبه الجزيرة الصومالية.وتميز تقاليد النسب والانتساب إلى الجدود، تُميز الصوماليين عن المجموعات العرقية الأخرى في إفريقيا.

## الهيكل

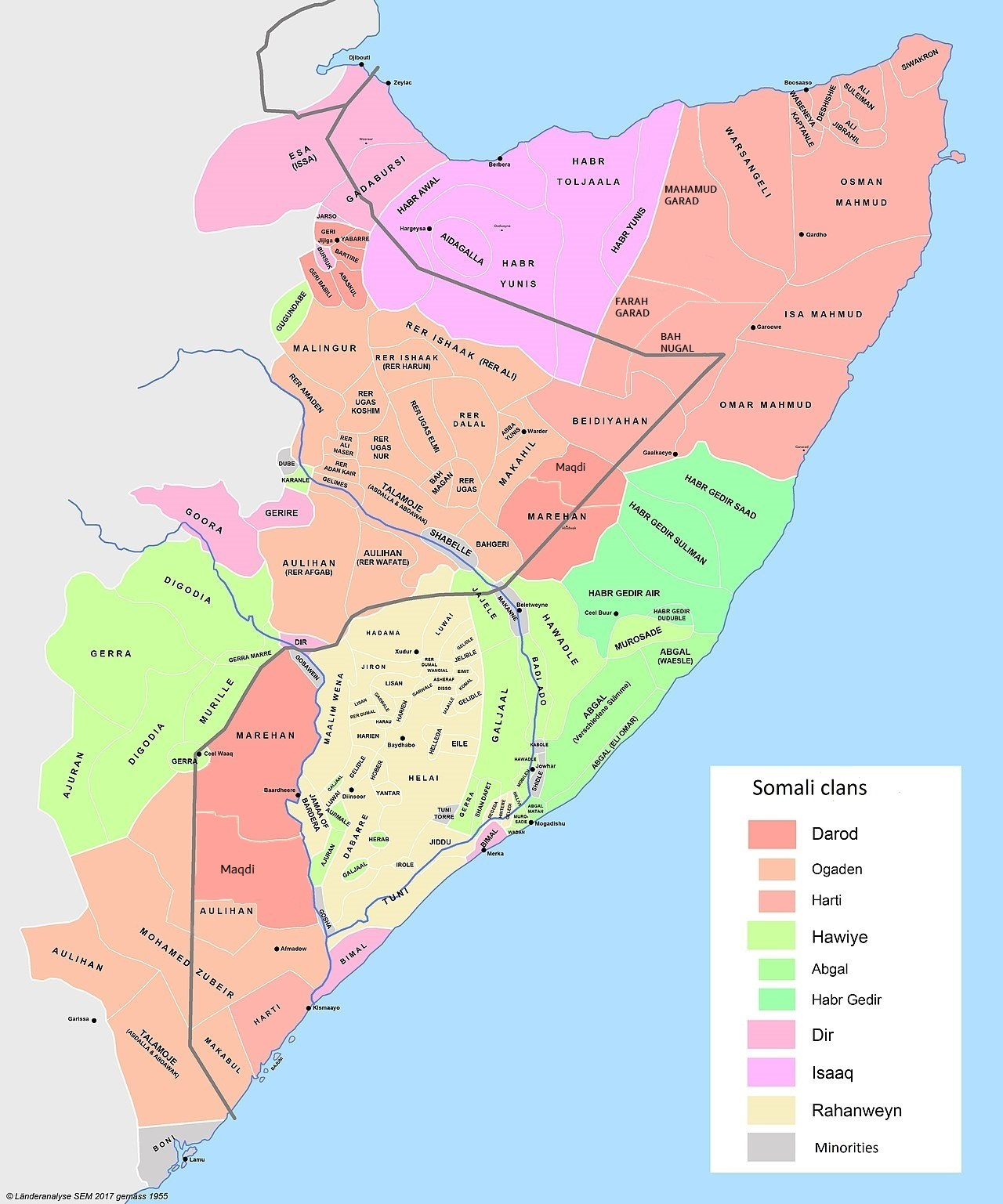
توزيع العشائر الصومالية في منطقة القرن الأفريقي.

يسكن الشعب الصومالي تاريخيا منطقة تمتد من المحيط الهندي وصولا إلى التضاريس المرتفعة في شرق إثيوبيا، ومن خليج عدن شمالا إلى المناطق الشمالية من كينيا. ويمثل الصوماليون المجموعة الديموغرافية الأكثر انتشارا في منطقة القرن الأفريقي. ومن الناحية الإثنولوجية، يُصنّفُ الشعب الصومالي مجتمعا طبقياً، ويشير هذا التصنيف إلى أنهم مقسمون إلى عائلات أو أنساب عديدة بناءً على القرابة المنتمية لسلف مشترك. وتُعد العشيرة، التي تتداخل مع جميع جوانب الحياة، أداة للتعريف وأسلوب حياة. وتحدد العشائر العلاقة بين الناس وجميع الجهات الفاعلة في الصومال.
المبدأ التنظيمي الرئيسي لنظام العشائر الصومالية هو مفهوم النسب الأبوي، والذي يشار إليه محليًا باسم "أبتيرسي" (بالصومالية: Abtirsi) (وتعني "إحصاء الآباء")., يجسد هذا المفهوم إطارًا بسيطًا ولكن معترفًا به جماعيًا لفهم بنية وتسلسل العلاقات القائمة على النسب بين الصوماليين، بدءًا من القبائل العشائرية الأربع الأساسية وصولا إلى العشائر الفرعية، والتي تمثل الوحدات الأساسية المعترف بها.

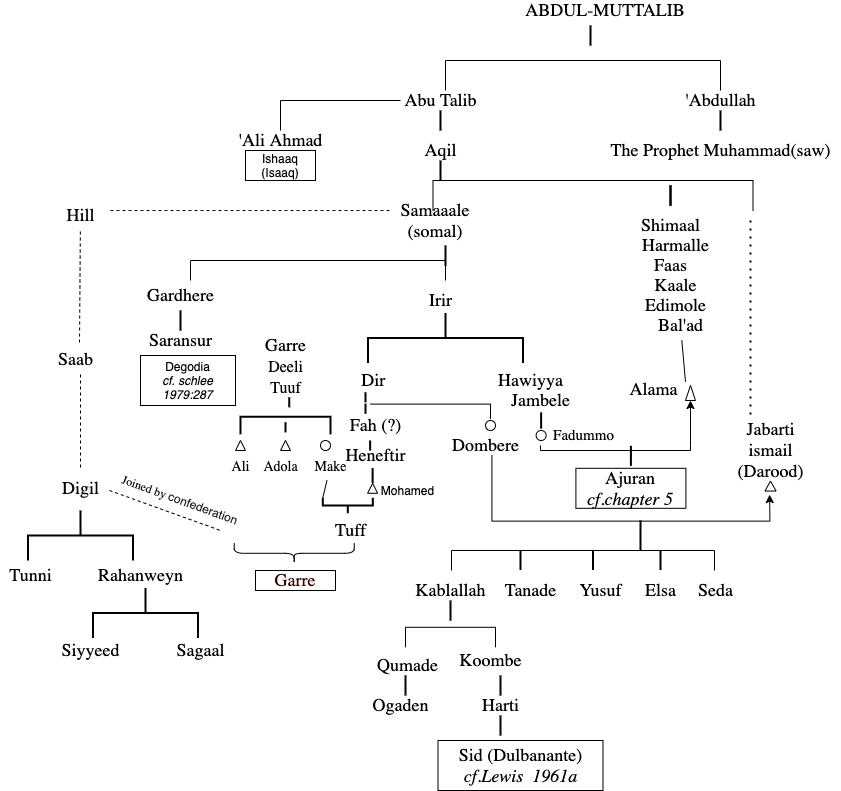
شجرة القبائل الصومالية

يشير مفهوم "الأبترسي" (بالصومالية: Abtirsi) الصومالي إلى سجل أو قائمة منظمة بشكل منهجي للأسلاف من الأب بين الصوماليين. ويبدأ هذا النسب بوالد الفرد ويمتد ليشمل الجد والجد الأكبر وما إلى ذلك، وينتهي في النهاية عند الجد الذي تنتمي إليه القبيلة ينحدر منها الفرد. ورغم أنه من الممكن تتبع النسب إلى أبعد من ذلك، فإن الجد الذي تنتسب إليه قبيلة، وهو في العادة عادة شيخ مسلم، يمثل عادة نهاية هذه الخطوط النسبية. إلا أنه في بعض الأحيان، قد تشتمل هذه الأنساب أيضًا على روابط "رحمية"، وهي عبارة عن عشائر متفرعة عن القبيلة الرئيسية إلا أنها تُنسب إلى زوجات الجد، وبالتالي يشير إلى العشيرة التي تفرعت عن القبيلة وجمعها كونهم من أم واحدة. ويقوم نظام العشائر الصومالية على شكل هرمي، مع تحديد خمس طبقات أساسية من الأقسام ((بالصومالية: Tol) قبيلة)، بدءًا من الأعلى: القبيلة؛ العشائر؛ البطون؛ الأفخاذ؛ والعوائل أو المجموعات التي تتشارك في دفع الديات. وربما تتفرع القبيلة إلى أكثر من ذلك، ومع مرور الوقت قد تتطور العائلات لتصبح أفخاذ. ويرجع ذلك إلى التقلبات في نمو وتراجع الأنساب والعشائر. مع تقدم الوقت وحدوث التغيرات الديموغرافية، قد تنشأ مجموعات جديدة (تتباعد) عن الوحدات الموجودة مسبقًا، في حين تتوسع المجموعات السابقة، وهي العملية التي تنطوي على تركيز الاهتمام حصريًا على الأفراد البارزين داخل الإطار النسبي للشخص والذي يشار إليه غالبًا باسم "التلسكوب".
تفتقر المصطلحات مثل "القبيلة"، أو "العشيرة"، أو "البطن"، أو "الفخذ" تفتقر إلى معادلات معترف بها عالميًا في اللغة الصومالية. وفي الغالب هي تسميات رسمية "إيميكية" مبنية على المقاربة. وبالتالي، قد يؤدي هذا إلى نشوء درجة متزايدة من الغموض. وهكذا، قد يرى بعض الأفراد أن الجهود المبذولة لبناء سلسلة نسب صومالية شاملة هي جهود غير مثمرة. وعلى العكس من ذلك، قد يجد آخرون أنفسهم مدفوعين للتفكير في تعقيدات تصنيف خط العشائر أو للتحقيق في العلاقات التاريخية والمعاصرة بين العشائر، وأسماء العشائر، واختلاطها واندماجها كما تتأثر بالديناميكيات التاريخية والاجتماعية والسياسية.

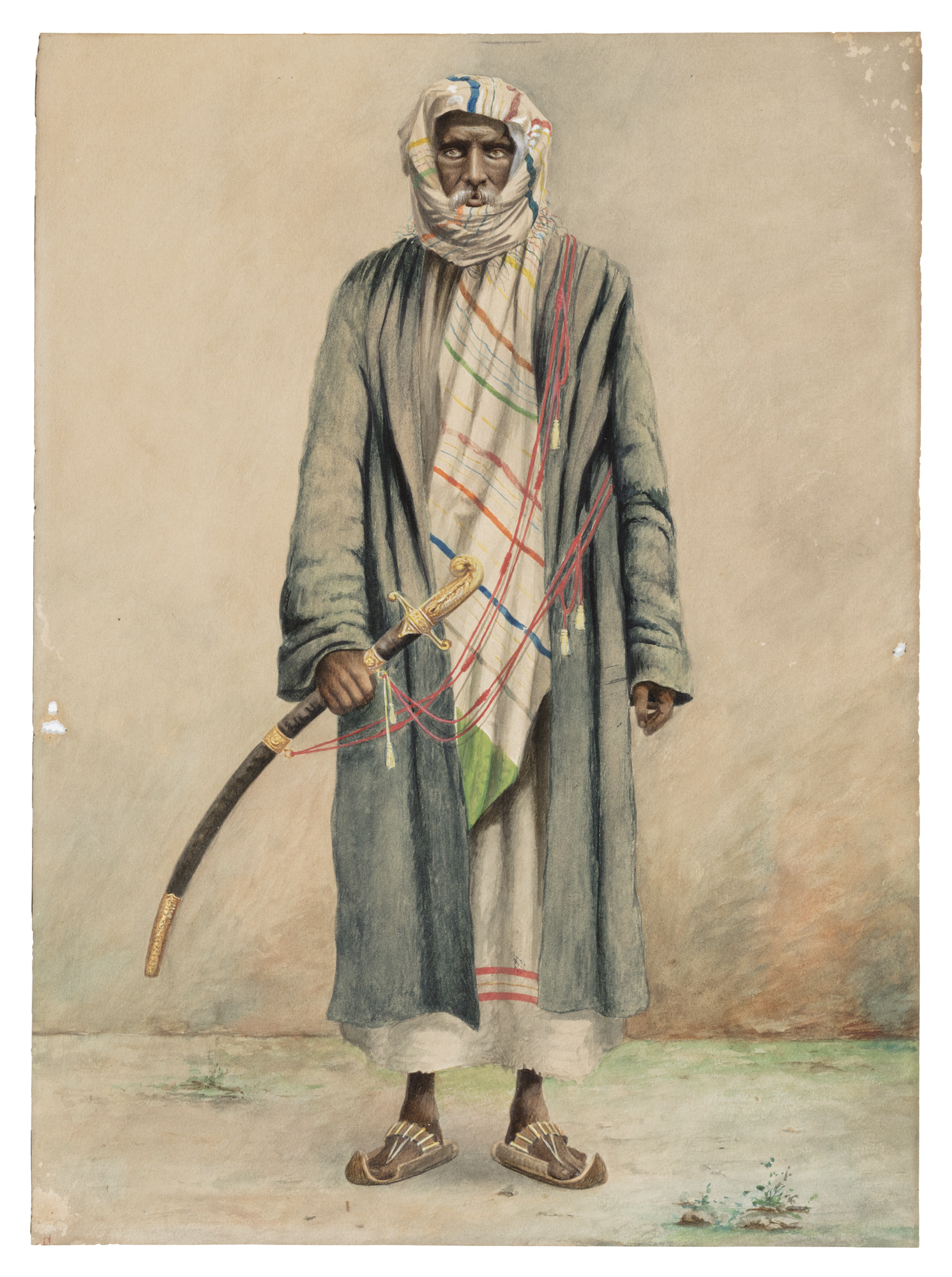
لوحة لصورة السلطان الصومالي يوسف علي كينديد مؤسس سلطنة هوبيو رسمها لويجي روبيتشي بريتشيتي.

تمثل القبيلة أعلى درجة من الانتماء العائلي، وتفرض القبيلة سيطرتها على مناطق وأراضي ويقودها شيخ عشيرة يطلق عليه لقب السلطان. وتتوارث العشائر الأراضي التي استقرت عليها تاريخيا، والتي ترتبط بأنماط الهجرة للشعب الصومالي عبر روايتهم التاريخية. ويتولى قيادة كل عشيرة زعيمٌ مُختار بمشورة مجلس الشيوخ الخاص بها. تستخدم العشائر الصومالية المختلفة ألقابًا مميزة لزعمائها، ومن ضمنها، السلطان، والأمير، والإمام، والأوغاس، والغَراد. وأحيانا ما تكون زعامة العشيرة وراثية، وفي أحيان أخرى يُنتخب القادة من قبل مجلس الشيوخ المكون من ممثلين من أنساب العشائر. ويتولى زعماء هذه العشائر مسؤوليات دينية وسياسية. على الرغم من وجود "مخطط" اجتماعي معرفي راسخ تاريخيًا بين العديد من الصوماليين فيما يتعلق بالنسب، والذي يحدد مجموعات العشائر المختلفة و"القبائل" التي تستوطن أراضٍ محددة وكان لها مطالبات (تاريخية) بامتلاكها، فإن بناء شجرة أنساب دقيقة سيكون غير ممكن بسبب عدة عوامل، من بينها "التلسكوب" المذكور أعلاه.
يحافظ الصوماليون على ارتباط تقليدي بالأراضي التي يفترض أن أبناء عشائرهم يقطنون فيها أو يمثلون أكثرية فيها. وحتى يومنا هذا، لا يزال أغلب الصوماليين يعتمدون على أقاربهم من العشيرة للحصول على المساعدة وكذلك للتعريف بأنفسهم. وتعتمد درجة المساعدة التي تقدمها العشيرة للشخص على البطن أو الفخذ الذي ينتمي إليه. وكلما تفرعت العشيرة وكثرت بطونها، كلما قل ضمان التماسك أو العمل الجماعي في حالات معينة. في الصومال الحديث، يعتبر النظام العشائري ضمن الأشكال الحديثة للتنظيم المجتمعي والسياسي. وأدى توزيع المسؤوليات ونزع بعض صلاحيات الزعماء التقليديين (شيوخ العشائر) ونقلها إلى القضاء، مثل القواعد والقوانين العرفية، أدى ذلك إلى تغيير وضع ودور الزعماء داخل مجتمعاتهم. وغالبًا ما يُشار إلى أن نظام العشائر الصومالي عقبة أمام جهود بناء الدولة في الصومال. وقد صور المثل الصومالي الشهير هذا الاعتقاد:
تُصنف بعض العشائر تقليديًا على أنها عشائر نبيلة، في إشارة إلى أسلوب حياتهم الرعوي على النقيض من عشائر "ساب" المتميزين بالاستقرار. والعشائر االتي تعتبر نبيلة هي در ودارود وهوية وإسحاق. ومن بين هذه العشائر، يُنظر إلى قبائل دِر وهوية على أنهما من نسل سمالي، المصدر المحتمل للاسم العرقي الصومالي (سومالي). في حين أن دارود وإسحاق لديهما تقاليد منفصلة عن النسب (الأبوي) وتنحدر قبيلة دارود من عبد الرحمن بن إسماعيل الجبرتي (الشيخ دارود) وإسحاق من وإسحاق بن أحمد (الشيخ إسحاق). ويقال إن الشيخ دارود والشيخ إسحاق تزوجا من نساء من عشيرة در، وبالتالي أقاما روابط أمومية مع الفرع الرئيسي لعائلة سمالي. أما"ساب" هو مصطلح يستخدم للإشارة إلى العشائر التي تمتهن الزراعة مثل رحنوين، على النقيض من "سمالي". وسَمالي وساب أخوان من أبناء "هِيل" الذي يعد الجد المشترك لجميع العشائر الصومالية.

## القرابة
تعتبر القرابة هي الوحدة السياسية التقليدية المتوارثة بين الشعب الصومالي. والعائلات التي تتشارك في دفع الدية هي مجموعات من عدد قليل من الأنساب الصغيرة، وكل منها تتكون من بضع مئات إلى بضعة آلاف من أبناء العائلة. ويعود تاريخ اجتماع تلك العائلات واعتماد نظامها في العادة إلى ما بين أربعة وثمانية أجيال. ويلتزم أبناء تلك العائلات اجتماعيًا بدعم بعضهم البعض في الواجبات القانونية والسياسية، بما في ذلك دفع أو استلام الدية (بالصومالية: Mag). مقابل أعمال جنائية يرتكبها أبناء العائلة أو تُرتكب بحقهم سواء حالة ضرر أو إصابة أو وفاة.

## التقسيم الطبقي الاجتماعي

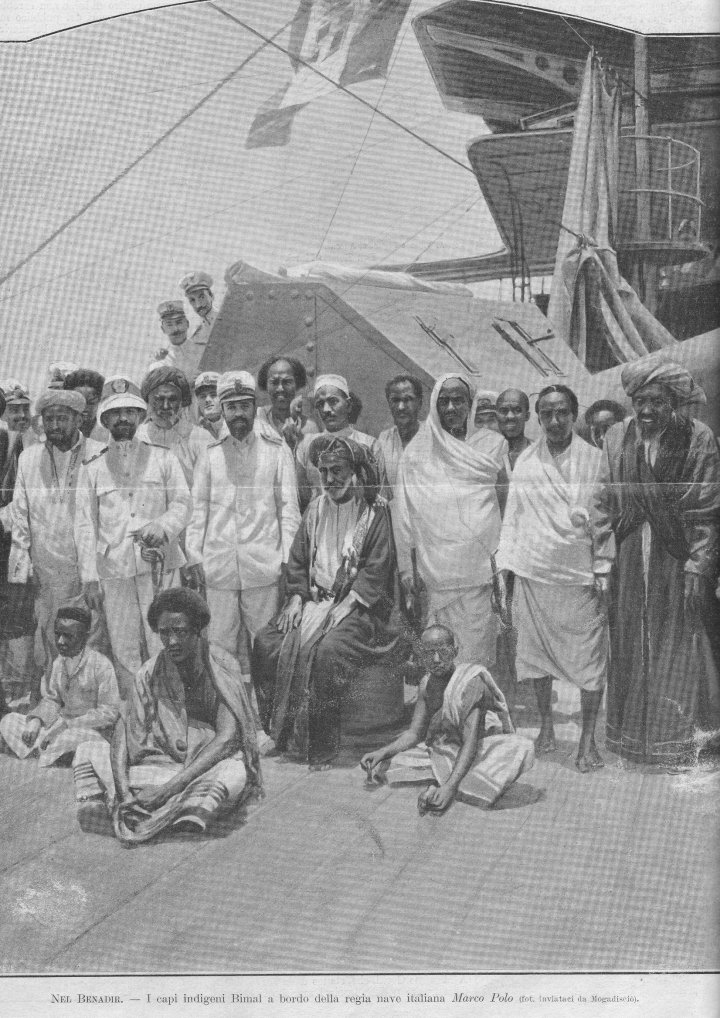
شيوخ قبيلة بيمال برفقة السلطان علي سلطان القبيلة على متن سفينة ماركو بولو.

توجد داخل المجتمع الصومالي التقليدي (مثله مثل باقي المجموعات العرقية الأخرى في منطقة القرن الأفريقي) طبقات اجتماعية متباينة. ووفقًا للمؤرخ دونالد ليفين فقد شملت هذه الطبقات عشائر نبيلة، وعشائر منبوذة، ومجموعات طبقية، وعبيد. ويؤدي هذا التسلسل الهرمي الصارم ومفاهيم النقاء الخطي إلى انعدام المساواة النسبية في الحصول على المناصب القيادية والسياسية.
ويشكل النبلاء الطبقة العليا في المجتمع وكانوا يعرفون باسم (بالصومالية: Bilis). ويتكونون من أفراد من أصول صومالية عرقية، تمازجت فيما بينها بحكم التزاوج.
سُمّيت الطبقة الدنيا من الجتمع باسم ساب (بالصومالية: Sab)، وتتميز هذه الطبقة بتكوينها المتنوع ونمط الحياة الزراعية الرعوية بالإضافة إلى بعض الاختلافات اللغوية والثقافية.
الطبقة الصومالية الثالثة تتكون من مجموعات حِرَفية، كانت مترابطة وراثيًا. من بين العشائر في هذه الطبقة، المِدجان الذين نشطوا تقليديًا في الصيد كما تميزوا بممارسة الختان. وكذلك تومال الذين نشطوا في الحدادة وصناعة الجلود، وكذلك يِبر المشهورين بالدباغة والسحر.
وفقًا لعالمة الأنثروبولوجيا فرجينيا لولينغ، فإن مجموعات الطِبقات الحرفية في الشمال تشبه إلى حد كبير أقاربهم من الطبقات العليا في المجتمع، حيث كانوا عمومًا من العرق القوقازي مثل باقي الصوماليين. وعلى الرغم من عدم إمكانية التمييز عرقيًا بين الطبقات العليا والطبقات الدنيا، إلا أن الكاتبين محمد إينو وعبدي كوسو أشارا إلى إن الطبقات العليا هي التي اعتبرت الطبقات الدنيا منبوذة.
خارج نظام الطبقات الصومالي كان هناك طبقة مستعبدة في الصومال ينحدر أصلهم من البانتو. وكانت ملامحهم وسماتهم الجسدية ومهنهم تميزهم عن باقي الصوماليين وتضعهم في مرتبة أدنى ضمن التسلسل الهرمي الاجتماعي. كما تعرض بعض الإثيوبيين، وخاصة الأمهرة والتيجراي، للبيع كعبيد للتجار من شبه الجزيرة العربية والهند واليونان وغيرها. وكان الأورومو مفضلين بسبب سماتهم مقارنة بالعبيد الآخرين.
ولتلبية متطلبات السوق من المنتجات الزراعية وغيرها في شبه الجزيرة العربية وتلبية الاحتياجات المحلية في منطقة القرن الإفريقي، بدأت العشائر الصومالية القاطنة في محافظة شبيلي السفلى وعلى طول ساحل بنادر في الحصول على عبيد البانتو من تجار الرقيق العرب لتوفير العمالة والعمل كمزارعين عملاء للعشائر الصومالية.

## القانون العشائري
يتمتع النظام العرفي لدى الصوماليين، المعروف باسم "حير"(بالصومالية: Xeer)، بمكانة مهمة بين العشائر الصومالية، حيث يعمل هذا القانون كآلية حاسمة لحل النزاعات. وتتخذ القبائل الصومالية والعشائر المتفرعة وبالأخص الأفخاذ والعائلات الصغيرة من القانون العرفي "Xeer " ملجأ لتحقيق العدل، وبالأخص تطبق العائلات الصغيرة هذا النظام، نظراً لصغر حجمها. وفي هذه المجموعات، يكون كل عضو مسؤولاً عن تصرفات الآخرين، وبالتالي يشارك بسهم في أي عقوبة تفرض على أي فرد من العائلة. وبموجب هذا النظام، لا يملك أحد سوى الضحية أو أسرته المباشرة سلطة بدء الإجراءات الجنائية من خلال الوساطة. ويعتمد الحير على شيوخ العشائر الذين يحكمون به وبالشريعة الإسلامية، والاتفاقيات الشفهية المتبادلة بين العشائر لتسوية النزاعات وتقديم الحلول.

## التزاوج
من بين العشائر الصومالية، ومن أجل تعزيز روابط التحالف، تُعقد زواجات في كثير من الأحيان بين العشائر مختلفة. ووفقًا لـ آي إم لويس، فإن من بين 89 زواجًا في عشيرة طلبهنتي، تزوج 55 (62%) منهم من بنات بطون طلبهنتي أخرى غير تلك التي ينتمون إليها؛ و30 (33.7%) منهم من بنات قبائل أخرى (إسحاق، 28؛ هوية، 3)؛ و3 (4.3%) منهم من بنات عشائر أخرى من قبيلة دارود (مجيرتين 2، أوغادين 1).

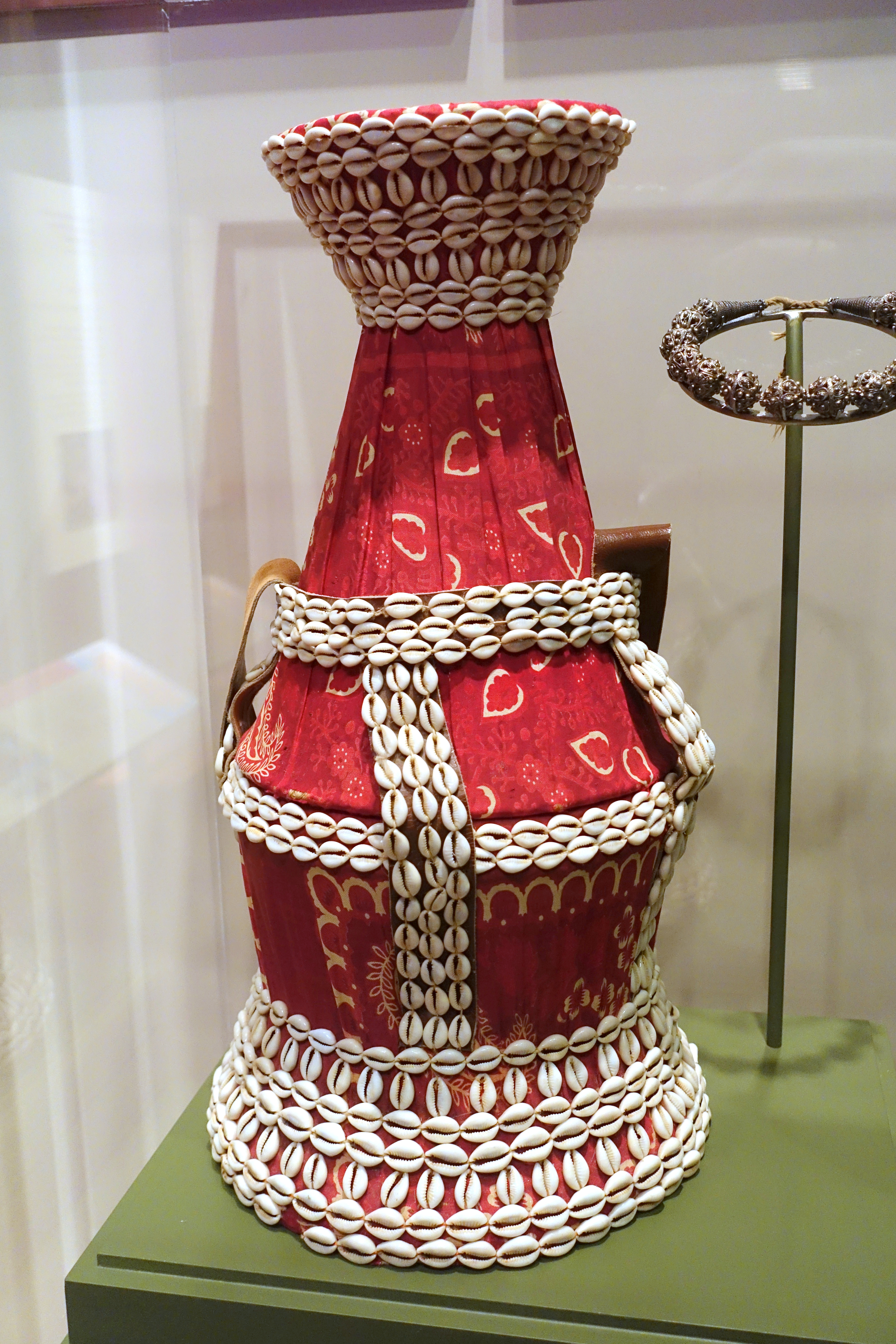
سلة زفاف صومالية تقليدية.

وتتبع العائلات التي تتشارك دفع الدية دائما زواج الأباعد، في حين يقع الزواج من الأقارب المباشرين ضمن النطاق المحظور. وقد أدت هذه القيود التقليدية المفروضة على زواج الأقارب إلى استبعاد زواج أبناء العمومة، وهو الزواج الذي يفضله البدو العرب والمسموح به في الإسلام. وكانت هذه الزيجات تُمارس على نطاق محدود من قبل بعض البطون في شمال الصومال. وفي المناطق التي يسكنها عشائر متنوعة، مثل منطقة جنوب مقديشو، وكانت الزيجات بين أفراد من نفس العشائر بمثابة وسيلة لضمان التضامن بين العشائر في ظل الظروف الاجتماعية والسياسية غير المستقرة. وقد تزايد هذا الميل نتيجة للاتصال المكثف مع المجتمع العربي في الخليج، حيث كان يفضل الزواج من أبناء العمومة من الدرجة الأولى. وعلى الرغم من أن هذا الزواج الداخلي كان مناسبًا من الناحية السياسية، إلا أنه خلق توترا مع المبادئ التقليدية داخل الثقافة الصومالية.
في عام 1975 سنّت جمهورية الصومال الديمقراطية تشريعات متعلقة بقانون الأسرة وطبقت المساواة في الميراث بين الذكور والإناث. وكذلك أعطى قانون الأسرة الصومالي لعام 1975 للرجال والنساء تقسيمًا متساويًا للممتلكات بين الزوج والزوجة عند الطلاق والحق في الامتلاك لكل من الزوجين.
يعتبر ختان الإناث منتشرًا على نطاق واسع في الصومال، وتخضع العديد من البنات للختان الفرعوني وتتعرض فيه الأعضاء التناسلية الأنثوية للتشويه. ووفقا لتقديرات منظمة الصحة العالمية لعام 2005، خضعت حوالي 97.9% من النساء والفتيات الصوماليات للختان الفرعوني. وكان هذا في ذلك الوقت أعلى معدل انتشار لهذا الإجراء في العالم.

## القبائل الكبرى

### إسحاق

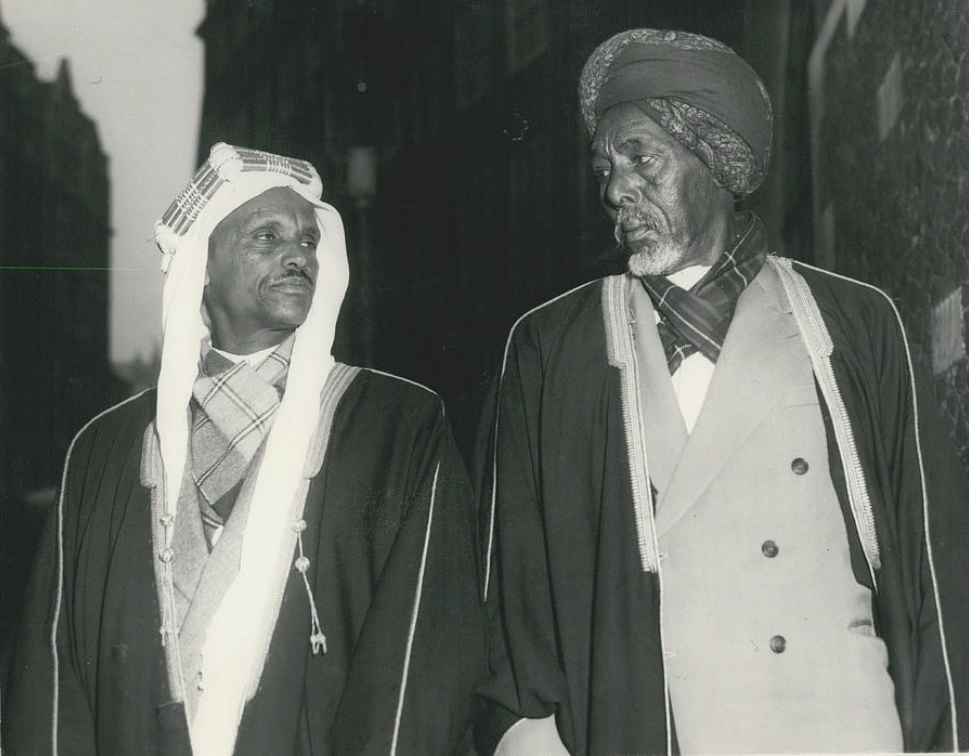
سلاطين قبيلة إسحاق عبد الله ديريه وعبد الرحمن دريه في لندن 1955 لتقديم التماس للحصول على منطقة هود

إسحاق (بالصومالية: Reer Sheekh Isxaaq) هي قبيلة صومالية. وهي واحدة من أكبر القبائل الصومالية في منطقة القرن الأفريقي، وتتمتع بمناطق سيطرة كبيرة ومكتظة بالسكان. ويُرجع شعب إسحاق حسب القصص المتوارثة تقليديا، يُرجع أصله إلى الشيخ إسحاق بن أحمد، وهو عالم إسلامي سافر إلى منطقة صوماليلاند في القرن الثاني عشر أو الثالث عشر وتزوج امرأتين؛ إحداهما من قبيلة در القاطنة في المنطقة. والآخر من قبيلة هرر القاطنة في المناطق المجاورة. ويقال أنه أنجب ثمانية أبناء وهم أجداد عشائر قبيلة إسحاق الفرعية. وبقي في بلدة ميط بشمال شرق صوماليلاند (حاليا) إلى أن توفي. وتشير الروايات التاريخية التقليدية التي توثق الأنساب الصومالية إلى أن أصل قبيلة إسحاق يرجع إلى القرن الثاني عشر أو الثالث عشر مع وصول إسحاق بن أحمد (الشيخ إسحاق) من الجزيرة العربية. ومن ثم تزوج الشيخ إسحاق من امرأتين، وأنجبا ثمانية أبناء. وعادة ما يتم إلحاق قبيلة إسحاق بقبيلة در.

### دارود

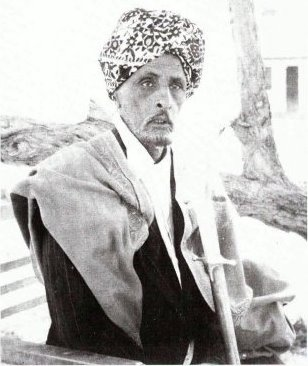
محمود علي شري، شيخ عشيرة ورسنجلي إحدى عشائر قبيلة دارود.

الدارود (بالصومالية: Daarood) هي قبيلة صومالية، تنتسب إلى الشيخ عبد الرحمن بن إسماعيل الجبرتي، المشهور باسم داود أو دارود. ووفقًا للكتب الإسلامية المبكرة والروايات التاريخية الصومالية، فقد فر عبد الرحمن بن إسماعيل الجبرتي (دارود)، وهو ابن الشيخ إسماعيل الجبرتي الصوفي القادري من نسل عقيل بن أبي طالب، فر من موطنه في شبه الجزيرة العربية بعد مشادة مع عمه. خلال القرن العاشر أو الحادي عشر الميلادي، ويُعتقد أن عبد الرحمن قد استقر في محافظة سناج بعد أن عَبَر البحر الأحمر وتزوج من دوبرا، ابنة زعيم عشيرة در، وظهرت من نسله قبيلة دارود. وبذلك، تربط بين دارود وسمالي علاقة عبر الأم. ودارود هو ابن الشيخ الشهير إسماعيل بن إبراهيم الجبرتي، المدفون في منطقة زبيد باليمن.

### هوية

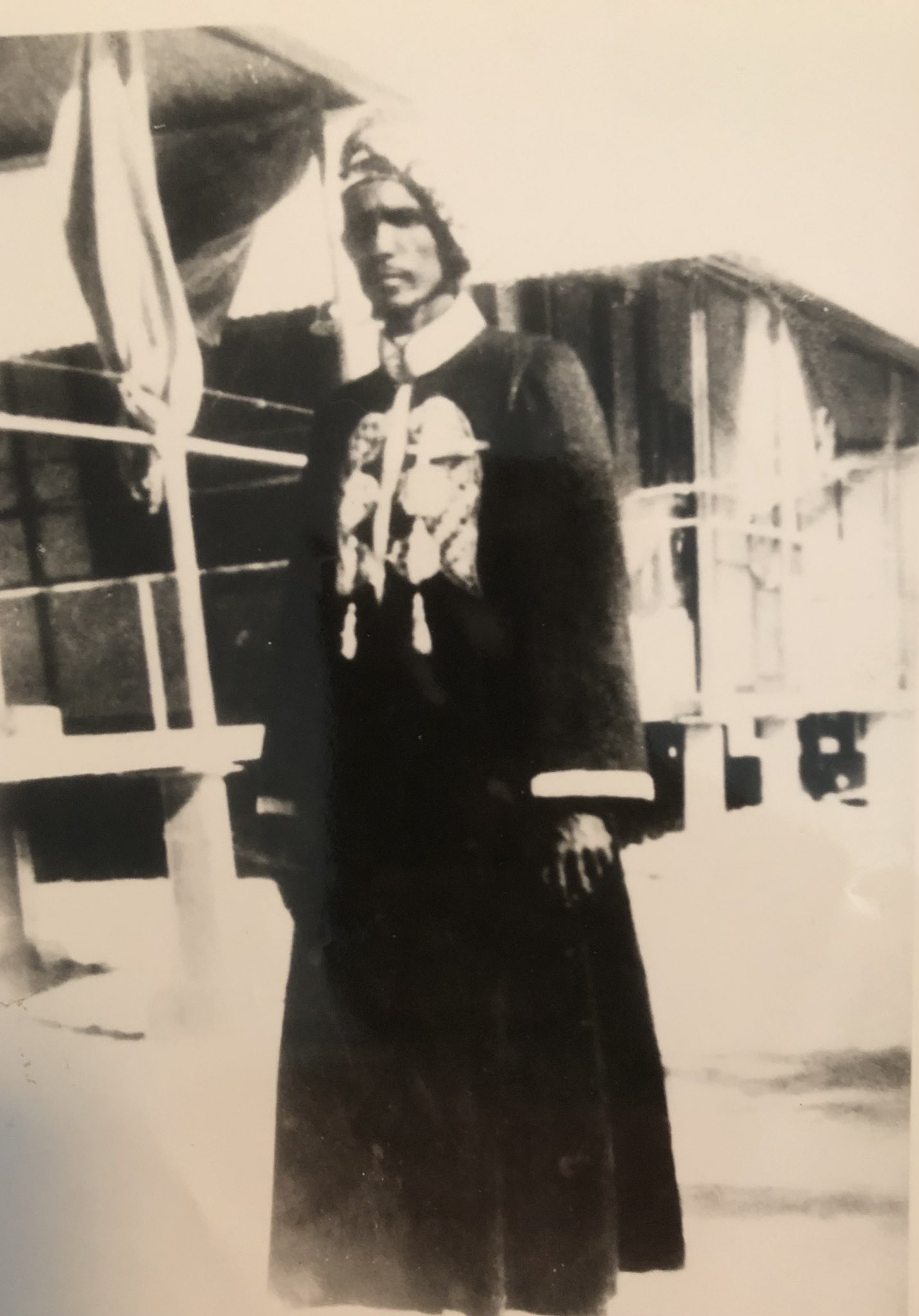
السلطان أولول دينلي من سلطنة أجوران.

هوية (بالصومالية: Hawiye) هي إحدى القبائل الصومالية الرئيسية، ويرجع نسبها إلى الشيخ أحمد بن عبد الرحمن بن عثمان، المعروف أيضًا باسم الشيخ هوية. وتُعتبر أقدم عشيرة استوطنت شبه الجزيرة الصومالية حسب التاريخ الموثق، كما ذكر الإدريسي في القرن الثاني عشر، حيث كانوا يقطنون في المناطق الممتدة من رأس حافون إلى مركا، والتي كانت بمثابة عاصمتهم في ذلك الوقت. الشيخ هوية، عرُف حسب الروايات المنقولة شفهيا، بأنه شيخ وعالم دين محترم وشخصية دينية حملت لقب "حاوي العلوم"، مما يدل على إتقانه للمعرفة الإسلامية. وبمرور الوقت، اختُصر اللقب إلى "هوية" ثم تطور لاحقًا ليصبح الاسم العرقي الذي يميز ذريته. ويمكن تتبع نسب الشيخ هوية، كما هو موضح في هذه الروايات الشفوية، وكتب التاريخ العربية، والمخطوطات الأصلية، على النحو التالي: أحمد (هوية) بن عبد الرحمن (إرر) بن عثمان (سمالي) بن محمد بن حنبل بن مهدي بن أحمد بن محمد بن عقيل بن أبي طالب. ويقع ضريح الشيخ هوية في قندودو، الواقعة داخل منطقة هاراغي، والتي كانت بمثابة مسكنه الرئيسي في السنوات الأخيرة من حياته كشيخ موقر كرّس نفسه لنشر تعاليم الإسلام. إلى جانب الشيخ هوية يرقد ابنه الأكبر، كارانلي، في ضريح بجانب ضريحه. وساهم أهل هوية في نشر الإسلام في منطقة القرن الأفريقي.

### در

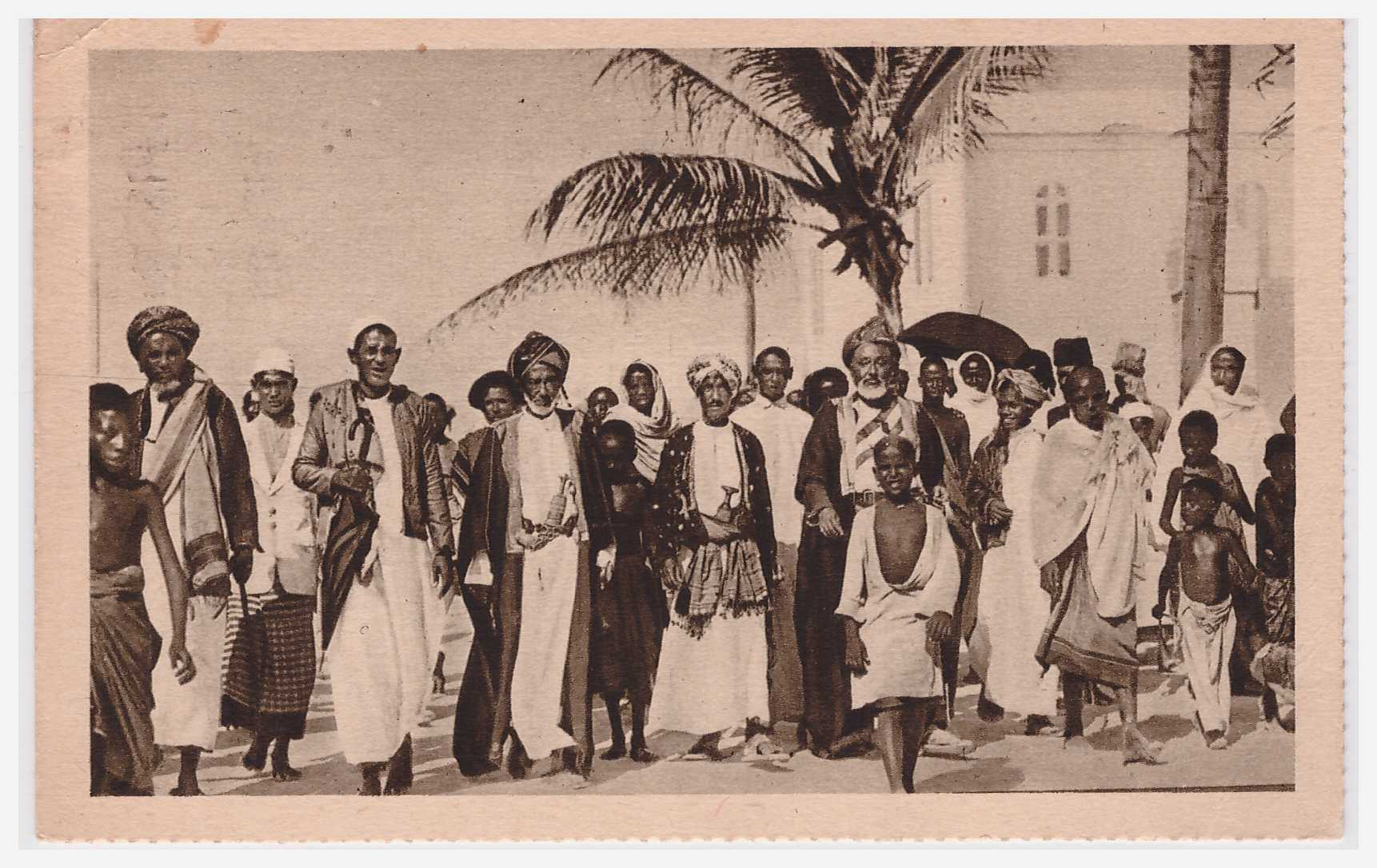
زعماء عشيرة بيمال من قبيلة در.

در (بالصومالية: Dir) هي إحدى أكبر وأبرز العشائر الصومالية في منطقة القرن الأفريقي. وتنحدر من شقيق الشيخ هوية الذي كان يسمى أجي، الذي ورد اسمه الحقيقي "إسماعيل" في الروايات التاريخية المنقولة شفهيا وورد كذلك في كتاب "بغية الآمال في تاريخ الصومال" تأليف: الشريف عيدروس، وكان در المعروف أيضًا باسم أبو بكر، صهر دارود، جد عشيرة دارود وكذلك الشيخ إسحاق.

## روابط خارجية
- علم الأنساب العشائري الصومالي الإجمالي (الطبعة الثانية) المنشورات العلمية.